# 芬達蛋糕
芬達蛋糕（發音：[ˈfantaˌkuːxən]）是一種來自德國的海綿蛋糕。主要成分含有芬達汽水，由於汽水中含有二氧化碳能產生氣泡，能使得麵團蓬鬆、軟化，效果類似發粉。糕頂部分由橙味糖霜或橘味酸奶油構成。此蛋糕通常出現於德國的生日派對或狂歡節。

## 類似食譜
芬達蛋糕也能用類似的軟性飲料製作，例如雪碧蛋糕（Spritekuchen）、可樂蛋糕（Colakuchen）等。在美國南部，亦有使用七喜、胡椒博士製作蛋糕。而啤酒蛋糕則是使用啤酒中的氣泡達到類似效果。